# ان‌جی‌سی ۴۸۲
ان‌جی‌سی ۴۸۲ (انگلیسی: NGC 482) یک کهکشان مارپیچی در صورت فلکی سیمرغ است. این کهکشان تقریباً ۲۷۷ میلیون سال نوری از زمین فاصله دارد و در ۲۳ اکتبر ۱۸۳۵ توسط جان هرشل کشف شد.